# Larry Is Dead
"Larry Is Dead" es un video de Rancid dirigido por Tim Armstrong lanzado en 1995 por Black And Blue Films. En la que protagonizan los integrantes de la banda de Rancid. No existen versiones subtituladas o en español, sólo existe en DVD en su idioma original, inglés

## Sinopsis
En una región de EUA, Oakland, un muchaho, Greg perdió desafortunadamente a su mejor amigo, Larry y se siente decepcionado de sí mismo y de Larry, por dejarlo. Se encuentra al chico Trasplante o "Transplant Kid" (en inglés) y empiezan a charlar de su pérdida y después se van. Greg, se encuentra a unas amigas punk y en lugar de hablar de la situación de Greg, ellas hablan ebrias de sus problemas haciendo que se entristeiera más y se va. Cuando de noche, camina por las calles se encuentra a un par de muchachos drogadictos y lo empiezan a molestar de como se viste, como se peina, haciendo que Greg pierda el control y los amenace con una pistola y se van. El punto de esta película es que nadie se interesara en el problema de Greg y todos sean unos egoístas.